# Thereva albibarba
Thereva albibarba är en tvåvingeart som beskrevs av Krober 1912. Thereva albibarba ingår i släktet Thereva och familjen stilettflugor. Inga underarter finns listade i Catalogue of Life.